# Australobiosis gladiocincta
Australobiosis gladiocincta là một loài Trichoptera thuộc họ Hydrobiosidae. Chúng phân bố ở vùng Tân nhiệt đới.